# 堕马髻
堕馬髻，又稱為倭墮髻是中国魏晋时期流行的一种妇女发型。据说是东汉的梁冀的妻子孙寿发明的。
這種髮型的特色在於往下側垂至肩部，並從髮髻中分出一綹頭髮自由散落，與人髮髻散落之感，如果加上愁眉妝和啼妝，猶如女子甫從馬上摔落之姿，能夠增加女子的嫵媚感。
《后汉书》有记载：桓帝元嘉中，京都妇女作愁眉、啼妆、堕马髻、折要步、齲齿笑。所谓愁眉者，细而曲折。啼妆者，薄拭目下，若啼处。堕马髻者，作一边。折要步者，足不在体下。齲齿笑者，若齿痛，乐不欣欣。始自大将军梁冀家所为，京都歙然，诸夏皆放效。